# مدولاسیون باندکناری-تک

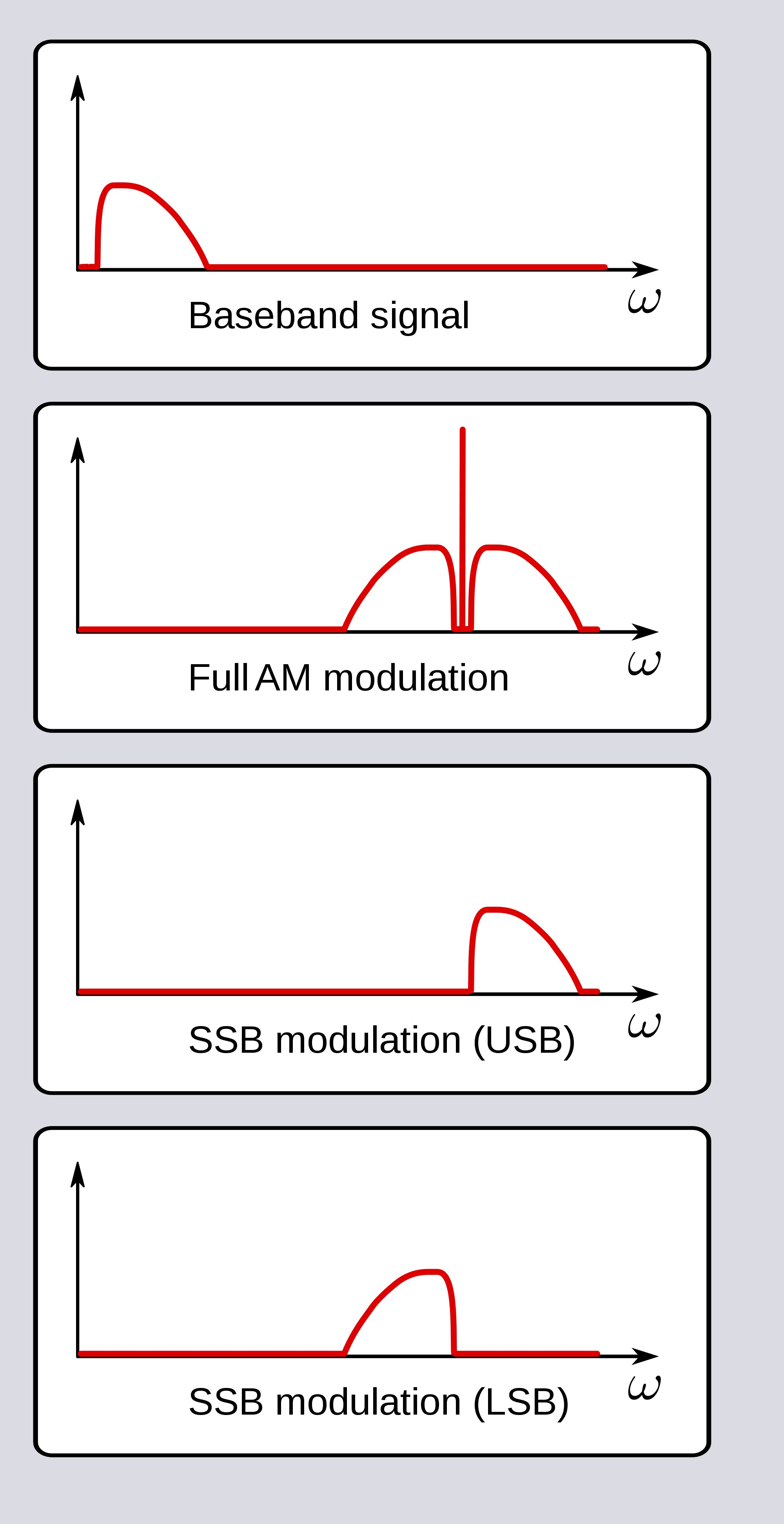
نمودار سیگنال AM در کنار SSB

در ارتباطات رادیویی، مدولاسیون باندکناری-تک (به انگلیسی: single-sideband modulation) (اختصاری SSB) یا مدولاسیون تک‌باندکناری یک بهبودسازی برای مدولاسیون دامنه است که از توان ارسال و پهنای‌باند استفادهٔ مفیدتری می‌کند. مدولاسیون دامنه از پهنای‌باندی با مقدار دوبرابر باند پایه استفاده می‌کند. مدولاسیون باندکناری-تک از این دوبرابرشدن پهنای‌باند و انرژی اتلاف‌شده جلوگیری می‌کند و به‌جای آن هزینه‌هایی مانند پیچیدگی دستگاه‌های گیرنده و فرستنده را دربردارد.

## تاریخچه
نخستین درخواست ثبت اختراع ایالات متحده برای مدولاسیون SSB در ۱ دسامبر ۱۹۱۵ توسط جان رنشو کارسون ثبت شد. نیروی دریایی ایالات متحده قبل از جنگ جهانی اول با SSB روی مدارهای رادیویی خود آزمایش کرد. کاربرهای رادیویی آماتور پس از جنگ جهانی دوم آزمایش‌های جدی را با SSB آغاز کردند. فرماندهی هوایی استراتژیک SSB را به عنوان استاندارد رادیویی برای هواپیماهای خود در سال ۱۹۵۷ تأسیس کرد. از آن زمان تاکنون به یک استاندارد واقعی برای انتقال رادیویی صوتی از راه دور تبدیل شده است.